# Mihálka Tibor
Mihálka Tibor (Hort, 1919. október 1. – Budapest, 1986. június 28.) magyar mezőgazdász, egyetemi tanár. A mezőgazdasági tudományok kandidátusa (1968).

## Életpályája
1938-ban érettségizett a budapesti Madách Imre Gimnáziumban. 1941-ben a Magyaróvári Mezőgazdasági Akadémián gazda oklevelet szerzett. 1941–1942 között a József Nádor Műszaki és Gazdaságtudományi Egyetem Mezőgazdasági Karán tanult. 1942–1943 között a salgótarjáni családi gazdaság segédtisztjeként dolgozott. 1943–1944 között katonai, 1944–1945 között frontszolgálatot teljesített. 1945–1946 között szovjet hadifogságban volt.  1946–1950 között családi gazdaságát felosztották, a cserébe kapott földjén gazdálkodott. 1950–1955 között a herceghalmi Állattenyésztési és Takarmányozási Kutató Intézet Juhtenyésztési Osztályán tudományos segéderő, 1955–1957 között tudományos munkatárs, 1957-től osztályvezető volt. 1951-től több szakmai fórum tagja, köztük a MAE Juhtenyésztési Szakosztály elnöke és az Európai Állattenyésztők Szövetsége magyar juhtenyésztési szekciójának elnöke volt. 1960-tól a juhtenyésztési témakollektíva vezetőjeként tevékenykedett. 1961-ben doktorált az Agrártudományi Egyetemen. 1962–1965 között a Magyar Tudományos Akadémia Tudományos Minősítő Bizottság (MTA-TMB) önálló aspiránsa volt. 1969–1981 között vendégoktató volt a Gödöllői Agrártudományi Egyetemen. 

### Munkássága
Munkájával nagyban hozzájárult a magyar juhtenyésztés megújulásához. Fontos szerepe volt a juhhústermelés fejlesztését célzó keresztezések, minősítési rendszerek, valamint a vágóhídi húsminősítő módszerének létrehozásában. 15 éven át volt koordinátora a hazai juhtenyésztési kutatásoknak.

## Családja
Nagyszülei: Friml Aladár (1864–1943) pedagógus, tankerületi királyi főigazgató, a Magyar Pedagógiai Társaság alelnöke és Krocsak Adél voltak. Szülei: Mihálka Lajos MÁV-állomásfőnök és Friml Blanka voltak. Felesége, Ördögh Katalin, az Állattenyésztési Kutató Intézet tudományos munkatársa volt. Egy fiuk született: Mihálka Tibor.
Sírja a Farkasréti temetőben található (1/1-1-51).

## Művei
- A bárányok korai leválasztásáról (MTA Mezőgazdasági Tudományok Osztálya Közleményei, 1953)
- Juhtenyésztés (Állattenyésztési kézikönyv; Budapest, 1955)
- Juhtej tisztaságvizsgálat (Állattenyésztés, 1955)
- Állattenyésztési szempontok a juhistállók tervezésénél (Magyar Építőipar, 1955)
- Juhhízlalási vizsgálatok (MTA Mezőgazdasági Tudományok Osztálya Közleményei, 1956)
- A bikák, kanok és kosok valódi tenyészértékének meghatározása (Berek Gézával és Guda Sándorral; A Földművelési Minisztérium kiadványa; Budapest, 1957)
- Beszámoló a merinó juhok fejésével és tejhozamának fokozásávl kapcsolatos kísérletekről. – A vitaminok hatása a csökött bárányok fejlődésére (Tangl Haralddal; Állattenyésztés, 1957)
- A nagyobb gyapjútermelés érdekében meddig érdemes növelni juhaink testtömegét? 1–2. (Schármár Ivánnal; Állattenyésztés, 1957–1958)
- Bundasűrűség-vizsgálatok a magyar fésűsmerinó nemesítéséhez (Berek Gézánével; Állattenyésztés, 1958)
- Hízlalási kísérletek különböző korú merinójellegű juhokkal (Egyetemi doktori értekezés; Gödöllő, 1959)
- A jártatás hatása a hízójuhok izomfejlődésére. – Növendékkos vagy ürü hízlalása gazdaságosabb-e pecsenye célra? (Kísérletügyi Közlemények. Állattenyésztés, 1959)
- A magyar fésűsmerinó testsúlya és bőrfelülete közötti összefüggés (Berek Gézánével, Gaál Mihállyal és Morvay Gáborral; Állattenyésztés, 1959)
- Újabb irányzatok a a juh hízlalásban. – A juh ivarvizsgálata. – A juhok termőképesség-vizsgálatának helyzete (Mezőgazdasági Világirodalom, 1959)
- Juhtenyésztés (Háziállatok szelekciója; Budapest, 1960)
- A magyar fésűsmerinó termelőképességének javítása. (Az Állattenyésztési Kutató Intézet tíz éves jubileuma előadásai; Budapest, 1960)
- Tejesbárány-előállítás (Agrártudomány, 1960)
- A Syntestrin hatása a pecsenyebárányok hízlalására (Állattenyésztés, 1960)
- Újabb kutatási eredmények a juhtenyésztésben (Mezőgazdaság a belterjesség útján, 1960)
- Testtömeg és gazdaságos termelés kapcsolata a juhnál (Mezőgazdasági Világirodalom, 1960)
- Juhhízlalás (Gazdasági állatok hízlalása. 1. A szarvasmarha és a juh hízlalása; Budapest, 1961)
- A magyar fésűsmerinó nemesítésében eddig elért eredmények (Az Állattenyésztési Kutató Intézet Évkönyve, 1961)
- A juhhús termelés néhány kérdéséről. – Szilázsetetés a juhhízlalásban (MTA Mezőgazdasági Tudományok Osztálya Közleményei, 1962)
- A hízlalt magyar fésűmerinó juhok testméretei és a vágottáruban a húsrétegek és a zsírosodás arányai között mutatkozó összefüggések vizsgálata (Kandidátusi értekezés; Budapest, 1966)
- Éves pecsenyebárányok típusának és hízékonyságának vizsgálata (Állattenyésztés, 1967)
- Magyar fésűsmerinó juhok ivadékvizsgálata hústermelésre. 1–2. (Állattenyésztés, 1967–1969)
- Adatok az anyajuhok és bárányok egyes életnyilvánulásainak alakulásához (Czakó Józseffel; Állattenyésztés, 1968)
- Juhtenyésztés (Veress Lászlóval; Állattenyésztés. I–III. kötet. Egyetemi tankönyv. Szerkesztette: Horn Arthur; Budapest, 1976)
- Juhtenyésztésünk fejlesztésének kérdései (Állattenyésztés, 1976)
- A juhhústermelés növelésének útjai (Belák Sándorral; Állattenyésztésünk fejlesztésének lehetőségei. Szerkesztette: Horn Arthur, Keserű János, Szentmihályi Sándor; Budapest, 1982)
- A rizshéj jelentősége a kérődzők takarmányozásában (Állattenyésztés és Takarmányozás, 1983)
- Tanítványai voltunk! Megemlékezés Schandl József születésének századik évfordulójára (Szerkesztette: Kecskés Sándorral; Gödöllő, 1985)
- Javaslat merinó anyák gyapjú-, hús- és tejtermelésének komplex értékelésére (Domanovszky Ádámmal és Kukovics Sándorral; Állattenyésztés és Takarmányozás, 1986)

## Díjai
- Kiváló állattenyésztő (1955)
- Wellmann Oszkár-emlékérem (1981)